# Cambalida coriacea
Cambalida coriacea là một loài nhện trong họ Corinnidae.
Loài này thuộc chi Cambalida. Cambalida coriacea được Eugène Simon miêu tả năm 1910.